# Hitoshi Imamura
Hitoshi Imamura, in giapponese 今村 均 (Imamura Hitoshi?) (Sendai, 28 giugno 1886 – 4 ottobre 1968), è stato un generale giapponese, famoso per aver comandato la 5ª Divisione di fanteria durante la seconda guerra sino-giapponese, la 16ª Armata durante l'invasione delle Indie orientali olandesi e infine l'8ª Armata d'area dell'esercito imperiale durante la seconda guerra mondiale.

## Biografia

### Inizio carriera e anni venti
Nacque a Sendai il 28 giugno 1886, figlio di un giudice. Nel 1907 si diplomò presso l'Accademia dell'esercito imperiale di Ishigaya, Tokio, venendo promosso sottotenente il 26 dicembre dello stesso anno, e tenente nel novembre del 1910. A partire dal 1915 frequentò l'Accademia di Guerra dell'esercito imperiale: promosso al grado di capitano nel 1917, l'anno successivo fu inviato nel Regno Unito come addetto militare presso la locale ambasciata giapponese. Nell'agosto del 1922 divenne maggiore e nell'agosto del 1926 ebbe la promozione a tenente colonnello. Nell'aprile del 1927 fu nominato addetto militare giapponese per l'India britannica. Promosso colonnello il 1 agosto 1930, ricoprì l'incarico di Capo della Sezione di reclutamento dell'Ufficio affari militari presso il Ministero della Guerra. Nel 1931 fu scelto nuovo capo della Sezione 2 (Maneuvers) del 1º Ufficio dello Stato maggiore generale dell'esercito; passò poi a dirigere la Sezione Operazioni, sempre dipendente dallo Stato maggiore dell'esercito.

### Anni trenta e primi anni quaranta
Il 28 gennaio 1932, data dell'incidente di Shanghai, fu inviato in Cina per assumere il comando del 57º Reggimento di fanteria appartenente alla 9ª Divisione. Ritornato in Giappone nel 1933, fu nominato comandante della Scuola dell'esercito di Narashino, mantenendo l'incarico fino al 1935. Nel marzo dello stesso anno fu promosso generale di brigata nonché comandante della 40ª Brigata di fanteria. Il 23 marzo 1936 divenne vicecapo di stato maggiore dell'Armata del Kwantung, nel Manciukuò. Il 1 marzo 1937 fu richiamato in Giappone per assumere l'incarico di comandante della Scuola di fanteria dell'esercito presso Toyama. Promosso al rango di generale di divisione nel marzo del 1938, il 21 novembre dello stesso anno assunse anche il comando della 5ª Divisione di fanteria, stanziata in Cina. Condusse la Grande Unità dalle prime fasi della seconda guerra sino-giapponese al 9 marzo 1940, quando divenne viceispettore generale all'addestramento militare, uno degli incarichi più influenti e prestigiosi dell'esercito giapponese. Il 26 giugno 1941 prese il comando della 23ª Armata in Cina, per passare poi alla testa della 16ª Armata il 5 novembre dello stesso anno.

### La seconda guerra mondiale

#### 1941 - 1942
L'assunzione del comando della 16ª Armata avvenne nel quadro dell'imminente avvio delle operazioni nel Sud-est asiatico e in Estremo Oriente contro le potenze occidentali, con lo scopo di una guerra breve e vittoriosa per costringerle a riconoscere le conquiste e le politiche giapponesi in Asia.
L'obiettivo principale della strategia nipponica erano le Indie orientali olandesi con i loro preziosi pozzi petroliferi, che avrebbero garantito al Giappone il necessario sostentamento energetico alla prosecuzione della guerra. Il 7 dicembre 1941 avvenne l'attacco di Pearl Harbor e al contempo iniziarono gli sbarchi in Malaysia; il 23 gennaio 1942 iniziarono le operazioni contro le Indie olandesi e più in particolare contro Sumatra per l'occupazione di Palembang. Il 27-28 febbraio iniziarono le operazioni di sbarco su Giava, ultima isola in mano alle forze alleate; tuttavia lo sbarco di uomini, armi e attrezzature fu momentaneamente disturbato dall'apparizione di due incrociatori alleati in fuga, che furono intercettati e affondati dalla scorta della marina. Un siluro lanciato dal cacciatorpediniere Fubuki colpì però la nave da trasporto Ryujo Maru, sulla quale si trovava imbarcato. Messosi in salvo a nuoto, arrivò a riva ricoperto di nafta, e s'imbatté nel proprio aiutante di campo, che solennemente si congratulò con lui per la riuscita dello sbarco. L'8 marzo 1942 accettò la resa delle forze armate olandesi delle Indie Orientali, che fu firmata dal tenente generale Hein ter Poorten a Kalidjati, Giava.
Il 9 novembre 1942 assunse il comando della neocostituita 8ª Armata d'area dell'esercito. Egli era responsabile delle operazioni della 17ª Armata (operante nelle isole Salomone) e della 18ª Armata (impegnata nella campagna della Nuova Guinea). Il 2 dicembre istituì il suo Quartier generale a Rabaul in Nuova Britannia, e con il capo di stato maggiore il generale di brigata Rimpei Katō adottò una politica particolarmente indulgente nei confronti della popolazione locale delle ex Indie olandesi, entrando spesso in conflitto con gli ufficiali più anziani del Gran Quartier Generale imperiale. Tuttavia le sue politiche diedero un parziale sostegno alla popolazione civile e ridussero le difficoltà dell'occupazione militare. Il 19 dicembre 1942, visti gli insuccessi nel settore appoggiò la richiesta di ritiro delle forze giapponesi dall'isola di Guadalcanal, sancita formalmente il 26 dicembre.

#### 1943 - 1945

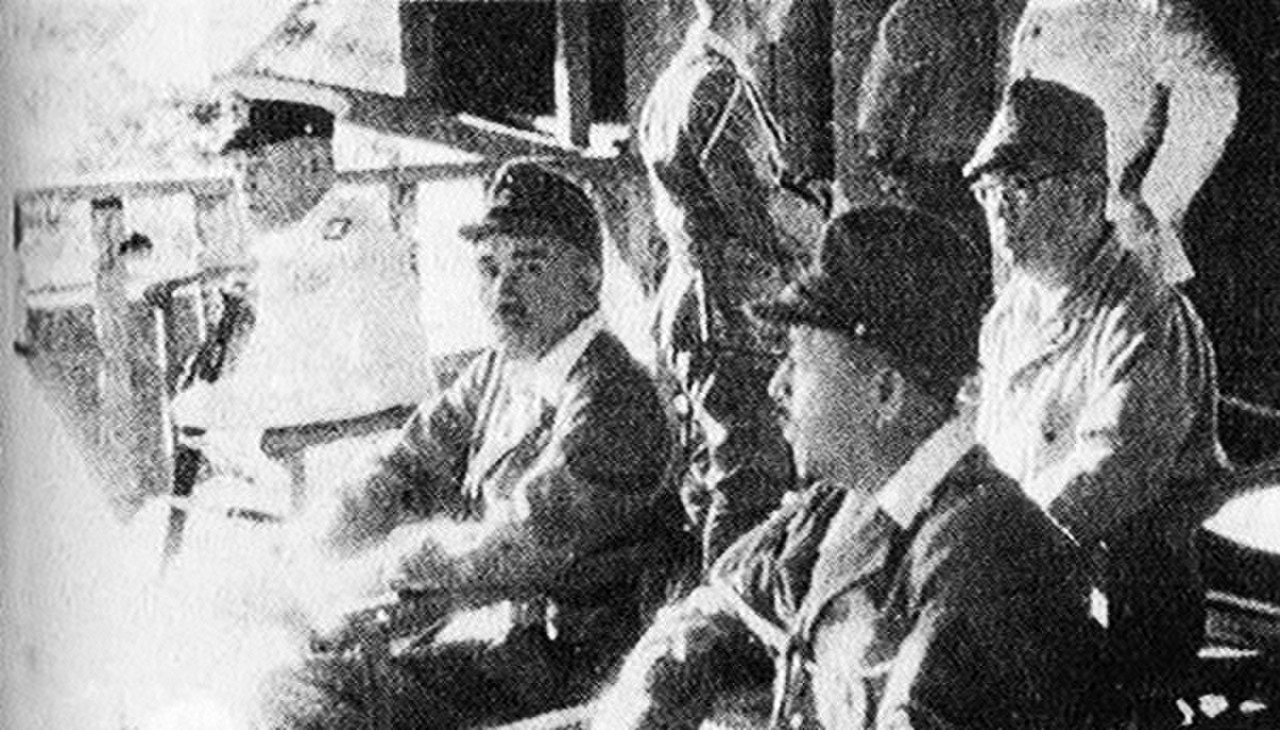
Il generale Hitoshi Imamura (destra), il Viceammiraglio Kusaka (a metà) e l'Ammiraglio Yamamoto a sinistra, ritratti nell'aprile 1943 a Rabaul.

Mentre era a Rabaul tentò senza successo di convincere l'ammiraglio Isoroku Yamamoto a non effettuare la prevista ispezione delle postazioni difensive nelle Salomone centrali, viaggio che gli costò la vita il 18 aprile 1943. Promosso générale d'armata nel corso dello stesso anno rimase a Rabaul fino alla fine della guerra, dirigendo le operazioni belliche nelle Salomone e in Nuova Guinea. Il 6 settembre 1945 firmò il documento di resa delle forze giapponesi presenti nell'area del Sud-est dell'Oceano Pacifico: la cerimonia di capitolazione avvenne a bordo della portaerei HMS Glory, ancorata nella baia di Rabaul, alla presenza del viceammiraglio Jin'ichi Kusaka e del tenente generale australiano Vernon Sturdee.

### Ultimi anni
Subito dopo la resa venne arrestato dalla polizia militare australiana e accusato, assieme ai reparti sottoposti al suo comando, di crimini di guerra, compresa non ultima l'esecuzione di prigionieri di guerra alleati. Messo a disposizione di un tribunale militare, nell'aprile del 1946 scrisse al comandante australiano di Rabaul chiedendo che il suo processo per crimini di guerra fosse accelerato al fine di perseguire gli eventuali criminali di guerra operanti sotto il suo comando.. Processato da un tribunale militare australiano a Rabaul tra il 1 e il 16 maggio 1947 il verdetto finale lo trovò colpevole per ... unlawfully [disregarding and failing] to discharge his duty... to control the members of his command, whereby they committed brutal atrocities and other high crimes... e fu condannato a dieci anni di carcere, che scontò nella prigione di Sugamo a Tokyo.
Fu rilasciato nel 1954, si ritirò a vita privata e si spense il 4 ottobre 1968.

### Periodici
- Giuliano Da Fré, La battaglia del Mar di Giava, Rivista Italiana Difesa, Anno XXII, n.11, novembre 2003